# Kriza János

Emlékplakett Nagyajtán

Kriza János (Nagyajta, 1811. június 28. – Kolozsvár, 1875. március 26.) néprajzkutató, költő, műfordító, a Magyar Tudományos Akadémia levelező (1841), a Kisfaludy Társaság rendes (1863) tagja. Unitárius lelkész, erdélyi unitárius püspök 1861-től haláláig.

## Életútja
Tanulmányait 1820-ban a torockói algimnáziumban kezdte. A felsőbb osztályokat 1825-től Székelykeresztúron, majd 1829-től Kolozsváron végezte, ahol 1833-ban bölcseletet és teológiát hallgatott. 1833-tól 1835-ig a kor szokása szerint jogi stúdiumokra is járt. Megtanult németül, angolul és franciául. aaktív résztvevője volt az 1830-as években alakult kollégiumi olvasótársaságnak, és Szentiváni Mihállyal közösen elindította a Viola, majd később a Remény című folyóiratot.
1835-ben a kolozsvári unitárius egyház lelkészévé választották, de hittudományi képzettségének elmélyítése végett két évre külföldi egyetemekre küldték. Berlinben főleg bölcseleti és hitoktatói tanulmányait folytatta, de emellett a nyelvészettel is előszeretettel foglalkozott. 1837 nyarán tért vissza, ám egészségi állapota, máj- és lépbetegsége miatt csak a borszéki fürdőn töltött két hónap után foglalhatta el papi hivatalát, egyúttal a főiskola tanára volt. Az 1840. évi bölöni zsinaton szentelték fel, majd 1861. július 1-jén a tordai zsinaton püspöknek választották.

## Munkássága
Első versei az Athenaeum és a Remény (1839) című zsebkönyvben jelentek meg. Költeményeiben többnyire a vidéki nép életét és mindennapjait énekelte meg, több szerelmes verse szinte népdalként vált ismertté, míg katonadalai a székely nép melankolikus érzésvilágát tükrözték. Egyházi hivatala azonban egyre inkább elvonta a költészettől, 1843-tól szabad idejében a székely népköltészet gyűjtésével foglalkozott. Gyűjteményes kötete kiadására 1843-ban előfizetést is hirdetett, de nem talált pártolókra, így Erdélyi János népköltési gyűjteményéé lett az elsőbbség. Kriza munkája csak 1863-ban látott napvilágot Vadrózsák címmel, gróf Mikó Imre költségén. Gyűjteménye az első modern szemléletű magyar népköltészeti kiadvány, korszakalkotó jelentőségű a magyar népköltészet feltárásában.
A Keresztyén Magvető című folyóirat alapító szerkesztője volt 1861-től.
A Magyar Tudományos Akadémia 1841. szeptember 3-án levelező tagjának választotta. 1863-ban a Kisfaludy Társaság rendes tagja lett.

## Művei

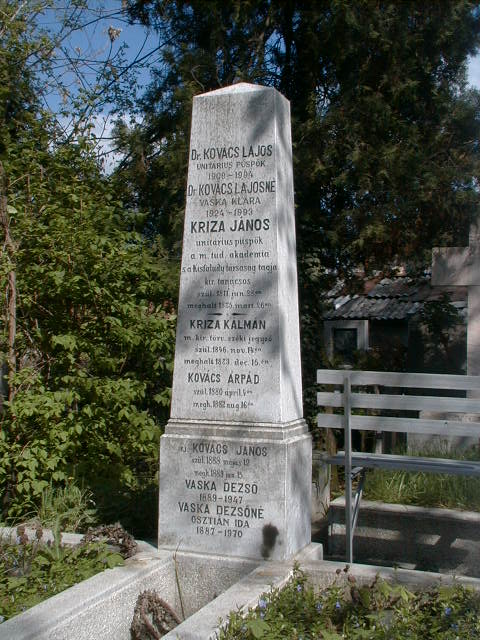
Kriza János sírja Kolozsvárott, a Házsongárdi temetőben

- Erőhatósság a keresztény vallástanító főtulajdona. Zsinati beszéd, melyet az unitáriusoknak a nemes Sepsi- és Miklósvárszéki egyházvidékben Bölönben összesereglett zsinati közgyűlése előtt tartott 1840. augusztus 28-án a papi kerületek megvizsgálására kirendelt akkori elnök … Kolozsvár, 1841
- Ima H.-Szentmárton Gedő József koporsója mellett Kolozsvárott Kolozsvár, 1855. augusztus 30.
- Vadrózsák Székely népköltési gyűjtemény I. kötet. Kolozsvár, 1863 (Balladák, dalok és rokonneműek 588, Tánczszók, Találós mesék, Népsajátságok, Népmesék 20., Tájszótár, Jegyzetek Néhány szó a székely nyelvjárásról) A munka gróf Mikó Imre áldozatkészségével jelent meg és a Magyar Tudományos Akadémia 1863-ban a Sámuel-díjjal jutalmazta. Ism. Egyet. Philol. Közlönyv XVII. 197., 202. 1., Pester Lloyd 1863. 43. sz., Nyelvtudom. Közlemények V. 475. 1. Angolul a 20 népmese: Henry Jones és Lewis Kropf, Te Volks-Tales of the Magyars. London, 1889)
- Zsinati beszéd Szént-Gericzén… 1865, Uo.
- Egyházi beszéd és ima az abrudbányai templom felavatásakor, Uo. 1865
- Egyházi beszéd a verespataki templom felavatásakor, Uo. 1866
- Zsinati beszéd. Tordán 1868, Uo.
- Magyar népköltési gyűjtemény. Szerkeszti és kiadja Arany László és Gyulai Pál. Budapest, 1882. (III. kötet. Székelyföldi gyűjtés. Gyűjtötték: Kriza János: Balladák s rokonneműek 29; dalok 32., a többi Orbán Balázs, Benedek Elek és Sebesi Jób)
- Kriza költeményei. Összegyűjtötte Kovács János. Kiadja a Kisfaludy Társaság. Uo. 1894 (ism. Budapesti Szemle LXXVIII., M. Szemle 8. sz., Vasárnapi Ujság 6. sz., Élet 556. 1., Kisfaludy Társaság évlapjai XXVIII.)
- A keresztény vallás elemei kérdésekben és feleletekben. Kolozsvár, 1891 (5. kiadás)